# Robert de Clari
Robert de Clari (ur. ok. 1170, zm. po 1216) – kronikarz i uczestnik IV wyprawy krzyżowej.

## Życiorys
Robert de Clari był ubogim rycerzem z Pikardii. Uczestniczył w IV wyprawie krzyżowej 1202–1204. Krucjata ta nie dotarła do Ziemi Świętej i zakończyła się zdobyciem Konstantynopola przez Wenecjan i krzyżowców. Cesarstwo bizantyńskie zostało podzielone przez Wenecjan i krzyżowców. Utworzyli oni na jego terenie cesarstwo łacińskie, któremu podlegały lenna łacińskie w Grecji: Królestwo Tessaloniki, Księstwo Aten i Księstwo Achai. Robert de Clari był naocznym świadkiem i uczestnikiem wydarzeń IV wyprawy krzyżowej. La Conquête de Constantinople Roberta de Clari obejmuje okres od 1199 roku do 1216 roku. Obejmuje więc przygotowania do wyprawy, samą krucjatę i wydarzenia, które po niej nastąpiły. Kronika kończy się na śmierci drugiego cesarza łacińskiego w Konstantynopolu Henryka w 1216 roku. Wydarzenia przedstawia w sposób skrótowy, bardzo uproszczony, czasami stosując powtórzenia i omyłki. Jednak dzieło jest bardzo ciekawe, przedstawia punkt widzenia biednego łacińskiego rycerza uczestniczącego w krucjacie przeciw chrześcijanom. Jedyny rękopis jego dzieła został znaleziony w 1786 roku w Kopenhadze. Zostało ono napisane w dialekcie pikardyjskim języka starofrancuskiego. Jest jednym z pierwszych dzieł napisanych w języku starofrancuskim. Pierwsza edycja miała miejsce w 1868 roku, polskie wydanie jest 21 z kolei.

## Polski przekład
- Robert de Clari, Zdobycie Konstantynopola, z języka starofrancuskiego przetłumaczył wstępem i komentarzem opatrzył Zdzisław Pentek, Poznań: Nakładem Antykwariat Naukowy im. Jana Konstantego Żupańskiego 1997.